# Прохор Охридски
Прохор е православен духовник, охридски архиепископ от около 1527 до 1550 година, „един от знаменитите охридски иерарси и може би последен олицетворител на величието на Охридската архиепископия".

## Биография
За разлика от своите предшественици-гърци Прохор е от славянски произход. Той е споменат за пръв път като охридски архиепископ в едно послание на александрийския патриарх Йоаким от юли 1527 г. Запазени са още ред свързани с него надписи и документи от следващите десетилетия. Прохор поръчва владишки трон (1528) и бронзов полилей от 19 части (1549) за архиепископската църква „Свети Климент“ в Охрид. Тронът, надписан на църковнославянски „Прохор по Божия милост архиепископ на Първа Юстиниана", е изработен от орехово дърво и украсен с плитка резба и кост от местните майстори Йоан и Марко.
По искане на Прохор са преписани няколко славянски книги за нуждите на архиепископията. С негови средства е построена старата трапезария на светогорския манастир Дохияр, на който Прохор дарява също така сребърен кръст и многотомен гръцки миней (1546-1547). Монасите от Зографския манастир също поддържат връзки с Прохор и го назовават в едно свое писмо „пастир и учител на гърци, сърби, българи и други страни".
В собственоръчна приписка от 1548 г. Прохор се титлува „по милост Божия архиепископ на Първа Юстиниана [и] на всички българи, сърби и прочие“. По негово време митрополитите на Молдавия и Влашко са временно подчинени на Охрид. Прохор управлява и православните епархии в южна Италия. Той пресича опита на смедеревския митрополит Павел да отдели сръбската църква от Охридската архиепископия (1527-1541).
Прохор умира през 1550 г. В охридската църква „Свети Климент“ е запазена неговата надгробна плоча.

## Памет
На архиепископ Прохор Охридски е наречена улица в квартал „Люлин“ в София (Карта).

## Изследвания
- Снегаров, Иван. История на Охридската архиепископия-патриаршия, т.2. Второ фототипно издание.   София, Академично издателство „Проф. Марин Дринов“, 1995, [1932]. ISBN 954-430-345-6. с. 19-28, 63-64, 187-188, 306-309.
- Грозданов, Ц. Охридски архиепископ Прохор и његова делатност. – Зборник за ликовне уметности, 27/28, 1991-1992, 271-287 [= Охридскиот архиепископ Прохор и неговата дејност. – В: Грозданов, Ц. Студии за Охридскиот живопис. Скопје, 1990, 150-159]
- Παντος, Δ. Χ. Ο αρχιεπίσκοπος Αχρίδας Πρόχορος (;-1550) και οι σχέσεις του με τη μονή Δοχειαρίου. Αθήνα, 2009
- Суботић, Г. Преписка молдавског војводе Стефана Великог и охридског архиепископа Доротеја. Побуде и време настанка. – В: Зборник радова у част академику Десанки Ковачевић Којић (ур. Р. Кузмановић). Бања Лука, 2015, 103-134